# 原住民博物馆

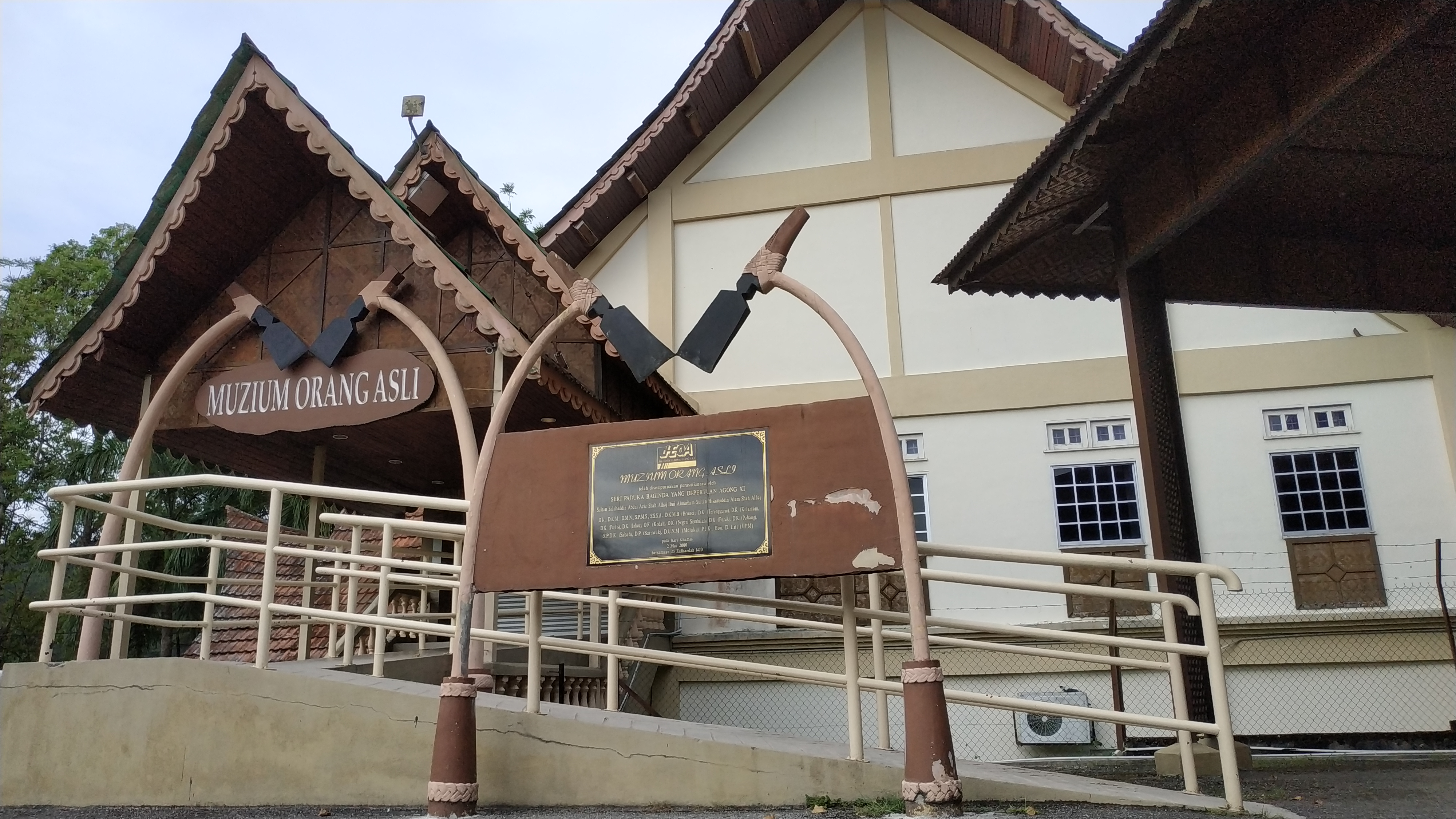
原住民博物馆

原住民博物馆（英語：Orang Asli Museum）是位于马来西亚雪兰莪州鹅唛的博物馆。该馆展示了原住民（Orang Asli）的历史和传统文化，此外还设有图书馆和小剧院大厅。

## 历史
原住民博物馆于1987年9月29日由时任首相马哈迪·莫哈末主持开馆。